# Letoon
Letoon (tiếng Hy Lạp cổ: Λητῶον), đôi khi Latinh hóa là Letoum, là một nơi tôn nghiêm của nữ thần Leto gần thành phố cổ Xanthos tại Lycia. Đó là một trong những trung tâm tôn giáo quan trọng nhất trong khu vực. Địa điểm này nằm ở phía nam ngôi làng Kumluova tại huyện Fethiye, tỉnh Antalya, Thổ Nhĩ Kỳ. Nó nằm cách 4 km về phía nam của Xanthos, dọc theo bờ sông Xanthos.

## Lịch sử
Khảo cổ tại địa điểm cho thấy nó chưa bao giờ là một khu định cư bị chiếm đóng hoàn toàn, nhưng về cơ bản vẫn là một trung tâm tôn giáo, có từ cuối thế kỷ thứ 6 trước Công nguyên. Đây là thời kỳ trước khi bá quyền văn hóa Hy Lạp ở Lycia, bắt đầu vào đầu thế kỷ 4. Vào thời kỳ trước, địa điểm này có lẽ đã rất linh thiêng đối với sự sùng bái của một nữ thần mẹ, bà là Eni Mahanahi ở Lycia sau đó được thay thế bởi thờ phụng nữ thần Leto cùng hai đứa con sinh đôi của bà.